# Касымово
Касымо́во (бел. Касымова, пол. Kasymowo) — хутор в Сморгонском районе Гродненской области Белоруссии.
Входит в состав Кревского сельсовета.
Расположен в юго-восточной части района. Расстояние до районного центра Сморгонь по автодороге — чуть менее 20 км, до центра сельсовета агрогородка Крево по прямой — около 8.5 км. Ближайшие населённые пункты — Лошаны, Середи, Сивки. Площадь занимаемой территории составляет 0,006 км², протяжённость границ 430 м.

## История
Хутор отмечен на карте Шуберта (середина XIX века) как фольварк Касимова в составе Кревской волости Ошмянского уезда Виленской губернии. Согласно описи 1866 года Касымово насчитывало 3 двора и 22 жителя, в их числе 4 православных, 14 католиков и 3 мусульман.
После Советско-польской войны, завершившейся Рижским договором, в 1921 году Западная Белоруссия отошла к Польской Республике и хутор был включен в состав новообразованной сельской гмины Беница Молодечненского повета Виленского воеводства.
В 1938 году Касымово насчитывало 1 дым (двор) и 12 душ.
В 1939 году, согласно секретному протоколу, заключённому между СССР и Германией, Западная Белоруссия оказалась в сфере интересов советского государства и её территорию заняли войска Красной армии. Хутор вошёл в состав новообразованного Сморгонского района Вилейской области БССР. После реорганизации административного-территориального деления БССР хутор был включён в состав новой Молодечненской области в 1944 году. В 1960 году, ввиду новой организации административно-территориального деления и упразднения Молодечненской области, Касымово вошло в состав Гродненской области.

## Население
| 1866 | 1938 | 1999 | 2009 |
| ---- | ---- | ---- | ---- |
| 22   | 12   | 1    | 0    |